# Spofforth with Stockeld
Spofforth with Stockeld est une paroisse civile du Yorkshire du Nord, en Angleterre.